# 門多塔鎮區 (伊利諾伊州拉薩爾縣)
門多鼓鎮區（英語：Mendota Township）是位於美國伊利諾伊州拉薩爾縣的一個行政鎮區。

## 地方資料
根據2010年美國人口普查的數據，門多鼓鎮區的面積為93.40平方千米，當中陸地面積為93.30平方千米，而水域面積為0.10平方千米。當地共有人口7316人，而人口密度為每平方千米78.33人。